# Evensong (album)
| Recensione              | Giudizio |
| ----------------------- | -------- |
| AllMusic                | [ 1 ]    |
| Progarchives.com        | [ 2 ]    |
| Dizionario del Pop-Rock | [ 3 ]    |

Evensong è il secondo album degli Amazing Blondel, pubblicato dalla Island Records nel 1970.

## Tracce
Testi e musiche composti da John David Gladwin, tranne il brano Queen of Scots, composto da Edward Baird
Lato A
1. Pavan – 3:20
2. St. Crispins Day – 2:18
3. Spring Season – 3:38
4. Willowood – 3:22
5. Evensong – 3:10
6. Queen of Scots – 1:40

Lato B
1. The Ploughman – 3:05
2. Old Moot Hall – 2:38
3. Lady Marion's Galliard – 3:44
4. Under the Greenwood Tree – 3:15
5. Anthem – 2:52

## Formazione
Gruppo
- John David Gladwin - voce solista, liuto, liuto (theorboe), cittern, contrabbasso
- Terence Alan Wincott - cromorno, recorder, organo a canne, tabor pipe, flauto
- Terence Alan Wincott - voce solista (occasionale), harmonium, liuto, clavicembalo
- Edward Baird - liuto, cittern, voce, voce solista (occasionale)

Altri musicisti
- Chris Karan - percussioni
- Adam Skeaping - viola (da gamba), contrabbasso (violone)

Note aggiuntive
- Paul Samwell-Smith - produttore
- Registrazioni effettuate al Island Studios di Londra, Inghilterra
- Roger Beale - ingegnere delle registrazioni
- Shepard Sherbell - fotografia[5]